# BootVis
BootVis — небольшая утилита от Microsoft, позволяющая измерять время загрузки системы и по результатам мониторинга проводить оптимизацию загрузочных файлов. Показывает, сколько и на какой этап загрузки системы уходит времени, умеет отображать графики загрузки центрального процессора при старте системы, дисковых операций ввода-вывода, задержек при загрузке драйверов и т. п. Позволяет автоматически оптимизировать процесс загрузки Windows. Предназначена для разработчиков и тестеров, официально не рекомендуется её использование для конечных пользователей.
Главной причиной медленного запуска семейства Windows 2000 является характерный для этих систем метод загрузки драйверов. Предыдущие версии Windows загружают драйвера последовательно, а Windows XP загружает их одновременно и запоминает, какие приложения должны быть запущены при загрузке. Эти данные записываются в файл C:\WINDOWS\Prefetch\Layout.ini.
При создании файла Layout.ini система осуществляет частичную дефрагментацию файлов, перечисленных в нём, чтобы поместить их в смежные участки жёсткого диска и таким образом ускорить доступ к этим файлам и загрузку соответствующих драйверов при запуске системы. В дальнейшем частичная дефрагментация этих файлов происходит примерно раз в три дня.
На процесс дефрагментации влияют следующие факторы:
Для запуска дефрагментации система должна бездействовать.
На жёстком диске должно быть достаточно свободного последовательного пространства для размещения файлов, перечисленных в файле Layout.ini.
Частичная дефрагментация, осуществляемая системой автоматически, не высвобождает необходимого последовательного пространства на диске.
Для этого следует вручную запустить полную дефрагментацию с использованием встроенной утилиты XP или приложений от сторонних производителей.
Система не может использовать приложения от сторонних производителей для автоматической дефрагментации диска — их необходимо запускать вручную.
Утилита BootVis, которую Microsoft описывает как «инструмент визуализации для наблюдения за производительностью компьютеров», по сути, выполняет те же задачи, что и стандартный процесс загрузки XP. Разница заключается в том, что BootVis позволяет получить данные для оптимизации этого процесса уже после одной перезагрузки системы, избавляя от необходимости наблюдать за ней в течение нескольких дней.